# جوزيف وليامز (محامي)
جوزيف وليامز (بالإنجليزية: Joseph Williams)‏ هو محامي أمريكي، ولد في 29 مارس 1779، وتوفي في 28 نوفمبر 1865.